# Qikiqtaaluk
Qikiqtaaluk (en inuktitut, ᕿᑭᖅᑖᓗᒃ) és una de les tres regions en què es divideix a efectes censals el territori de Nunavut al Canadà. El seu nom és el tradicional natiu de l'illa de Baffin, que és la més gran dels milers d'illes que formen part de la regió, que abasta la major part de l'Arxipèlag Àrtic Canadenc.
La regió de Qikiqtaaluk té una superfície d'1.040.417,6 km², comparable amb la dels Estats Espanyol i Francès junts, és la primera en mida i en població de les regions de Nunavut. Acull uns 15.765 habitants, segons el cens de 2006, que són gairebé la meitat dels de tot el territori de Nunavut. Ètnicament, la immensa majoria són inuits.
A la regió hi ha l'única població del territori que té categoria de ciutat. Es tracta d'Iqaluit, que té uns 7.000 habitants i ostenta la capitalitat de la regió de Qikiqtaaluk així com la de tot Nunavut.

## Comunitats
A part de la capital, la resta de comunitats, 13 en total, s'organitzen en llogarrets i assentaments. Són:
- Ciutats:
  - Iqaluit
- Llogarrets:
  - Arctic Bay
  - Cape Dorset
  - Clyde River
  - Grise Fiord
  - Hall Beach
  - Igloolik
  - Kimmirut
  - Pangnirtung
  - Pond Inlet
  - Qikiqtarjuaq
  - Resolute
  - Sanikiluaq
- Assentaments:
  - Nanisivik
- Qikiqtaaluk desorganitzat (la resta del territori, 1.038.839,02 km2 pràcticament deshabitats).